# Kup Županijskog nogometnog saveza Dubrovačko-neretvanske županije 2017./18.
Kup Županijskog nogometnog saveza Dubrovačko-neretvanske županije se igra u proljetnom dijelu sezone. Pobjednik natjecanja stječe pravo nastupa u pretkolu Hrvatskog kupa u sezoni 2018./19. 
 Kup je osvojio "Jadran Luka Ploče".

## Sustav natjecanja
Natjecanje se igra kup-sustavom na jednu utakmicu. U prvom dijelu je podijeljen na četiri regionalna centra – Pelješac, Korčula-Lastovo, Dolina Neretve, Dubrovnik-Župa dubrovačka-Konavle. Pobjednici po centrima ulaze u poluzavršnicu županijskog kupa.

## Sudionici
|                                      | 3. HNL – Jug (III.)                 | 1. ŽNL Dubrovačko-neretvanska (IV.)                                    | 2. ŽNL Dubrovačko-neretvanska (V.)             |
| ------------------------------------ | ----------------------------------- | ---------------------------------------------------------------------- | ---------------------------------------------- |
| NC Dolina Neretve                    | Jadran Luka Ploče Neretvanac Opuzen | Gusar Komin Maestral Krvavac Metković Neretva Metković                 |                                                |
| NC Dubrovnik-Župa dubrovačka-Konavle |                                     | Croatia Gabrili Konavljanin Čilipi Slaven Gruda Župa dubrovačka Čibača | Enkel Popovići Sokol Dubravka                  |
| NC Korčula-Lastovo                   | BŠK Zmaj Blato                      | Hajduk 1932 Vela Luka Jadran 1929 Smokvica Omladinac Lastovo Žrnovo    |                                                |
| NC Pelješac                          |                                     | Grk Potomje Orebić                                                     | Faraon Trpanj Rat Kuna Pelješka SOŠK 1919 Ston |

Klub oslobođen nastupa zbog dovoljnog koeficijenta za Hrvatski nogometni kup, u kojem nastupa od šesnaestine završnice: 

3. HNL – Jug (III.)
- GOŠK Dubrovnik 1919

## Kupovi po nogometnim centrima

### NC Dolina Neretve
| klubovi                               | rez.           |                                                                |
| 1. kolo                               | 1. kolo        | 1. kolo                                                        |
| ------------------------------------- | -------------- | -------------------------------------------------------------- |
| Neretva Metković – Gusar Komin        | 0:0 (5:4 11 m) |                                                                |
| Maestral Krvavac – Neretvanac Opuzen  | 1:2            |                                                                |
| Jadran Luka Ploče, Metković           | slobodni       | slobodni                                                       |
|                                       |                |                                                                |
| 2. kolo                               |                |                                                                |
| Neretva Metković – Metković           | 4:0            |                                                                |
| Neretvanac Opuzen – Jadran Luka Ploče | 2:2 (4:6 11 m) |                                                                |
|                                       |                |                                                                |
| završnica                             |                |                                                                |
| Jadran Luka Ploče – Neretva Metković  | 3:0            | Jadran Luka Ploče se plasirao u poluzavršnicu županijskog kupa |

### NC Dubrovnik-Župa dubrovačka-Konavle
| klubovi                                     | rez.           |                                                               |
| 1. kolo                                     | 1. kolo        | 1. kolo                                                       |
| ------------------------------------------- | -------------- | ------------------------------------------------------------- |
| Konavljanin Čilipi – Enkel Popovići         | 5:1            |                                                               |
| Croatia Gabrili – Sokol Dubravka            | 3:0            |                                                               |
| Slaven Gruda, Župa dubrovačka Čibača        | slobodni       | slobodni                                                      |
|                                             |                |                                                               |
| 2. kolo                                     |                |                                                               |
| Konavljanin Čilipi – Slaven Gruda           | 3:0 p.f.       |                                                               |
| Croatia Gabrili – Župa dubrovačka Čibača    | 3:0 p.f.       |                                                               |
|                                             |                |                                                               |
| završnica                                   |                |                                                               |
| Župa dubrovačka Čibača – Konavljanin Čilipi | 0:0 (7:6 11 m) | Župa dubrovačka se plasirala u poluzavršnicu županijskog kupa |

### NC Korčula-Lastovo
| klubovi                                                        | rez.           |                                                          |
| 1. kolo                                                        | 1. kolo        | 1. kolo                                                  |
| -------------------------------------------------------------- | -------------- | -------------------------------------------------------- |
| BŠK Zmaj Blato – Žrnovo                                        | 6:0            |                                                          |
| Hajduk 1932 Vela Luka, Jadran 1929 Smokvica, Omladinac Lastovo | slobodni       | slobodni                                                 |
|                                                                |                |                                                          |
| 2. kolo                                                        |                |                                                          |
| BŠK Zmaj Blato – Omladinac Lastovo                             | 3:0 p.f.       |                                                          |
| Jadran 1929 Smokvica – Hajduk 1932 Vela Luka                   | 2:3            |                                                          |
|                                                                |                |                                                          |
| završnica                                                      |                |                                                          |
| Hajduk 1932 Vela Luka – BŠK Zmaj Blato                         | 3:3 (7:6 11 m) | Hajduk 1932 se plasirao u poluzavršnicu županijskog kupa |

### NC Pelješac
| klubovi                            | rez.     |                                                     |
| 1. kolo                            | 1. kolo  | 1. kolo                                             |
| ---------------------------------- | -------- | --------------------------------------------------- |
| Rat Kuna Pelješka – SOŠK 1919 Ston | 3:0 p.f. |                                                     |
| Faraon Trpanj, Grk Potomje, Orebić | slobodni | slobodni                                            |
|                                    |          |                                                     |
| 2. kolo                            |          |                                                     |
| Rat Kuna Pelješka – Faraon Trpanj  | 2:4      |                                                     |
| Grk Potomje – Orebić               | 0:3      |                                                     |
|                                    |          |                                                     |
| završnica                          |          |                                                     |
| Orebić – Faraon Trpanj             | 4:1      | Orebić se plasirao u poluzavršnicu županijskog kupa |

## Županijski kup

### Poluzavršnica
Igrano 9. svibnja 2018. 
| klubovi                                        | rez. |  |
| ---------------------------------------------- | ---- |  |
| Jadran Luka Ploče – Orebić                     | 7:1  |  |
| Župa dubrovačka Čibača – Hajduk 1932 Vela Luka | 4:1  |  |

### Završnica
| mjesto | datum             | klub1                  | – | klub2             | rez.           |                                                                   |
| ------ | ----------------- | ---------------------- | - | ----------------- | -------------- | ----------------------------------------------------------------- |
| Čibača | 16. svibnja 2018. | Župa dubrovačka Čibača | – | Jadran Luka Ploče | 0:0 (4:5 11 m) | Jadran Luka Ploče pobjednik nakon boljeg izvođenja jedanaesteraca |

## Poveznice
- Županijski nogometni savez Dubrovačko-neretvanske županije
- Kup Županijskog nogometnog saveza Dubrovačko-neretvanske županije
- 1. ŽNL Dubrovačko-neretvanska 2017./18.
- 2. ŽNL Dubrovačko-neretvanska 2017./18.